# John Amos
John Allen Amos Jr., född 27 december 1939 i Newark, New Jersey, död 21 augusti 2024 i Los Angeles, Kalifornien, var en amerikansk skådespelare, känd bland annat för rollen som den vuxne Kunta Kinte i tv-serien Rötter, Amiral Fitzwallace i Vita huset och Buzz i Men in Trees. 
Han har även medverkat i enstaka avsnitt av tv-serier som Cosby, The Fresh Prince i Bel Air,  The A-Team och Psych. Amos har dessutom medverkat i filmer som En prins i New York, BeastMaster, Die Hard 2, Kalabalik i gangstervärlden, Nanu - djungelns son, Players Club och Lock Up.

## Filmografi (urval)
- 1970–1977 – The Mary Tyler Moore Show (TV-serie) (13 avsnitt)
- 1971 – Jakten mot nollpunkten (okrediterad)
- 1973 – Nanu - djungelns son
- 1975 – Kalabalik i gangstervärlden
- 1977 – Rötter (TV-serie) (3 avsnitt)
- 1982 – Beastmaster
- 1983 – Kärlek ombord (TV-serie) (1 avsnitt)
- 1984–1985 – Hunter (TV-serie) (13 avsnitt)
- 1984 – The A-Team (TV-serie) (1 avsnitt)
- 1985 – American Flyers
- 1987 – Mord och inga visor (TV-serie) (1 avsnitt)
- 1988 – Cosby (TV-serie) (1 avsnitt)
- 1988 – En prins i New York
- 1988 – Skönheten och odjuret (TV-serie) (1 avsnitt)
- 1989 – Lock Up
- 1990 – Die Hard 2
- 1994–1995 – Fresh Prince i Bel Air (TV-serie) (3 avsnitt)
- 1997 – Walker, Texas Ranger (TV-serie) (1 avsnitt)
- 1998 – King of the Hill (TV-serie) (röstroll, 1 avsnitt)
- 1998 – Players Club
- 1999–2004 – Vita huset (TV-serie) (22 avsnitt)
- 2000–2001 – The District (TV-serie) (10 avsnitt)
- 2005 – Voodoo Moon (TV-film)
- 2006–2008 – Men in Trees (TV-serie) (27 avsnitt)
- 2007 – Psych (TV-serie) (1 avsnitt)
- 2008 – My Name Is Earl (TV-serie) (1 avsnitt)
- 2010 – 2 1/2 män (TV-serie) (3 avsnitt)
- 2010 – 30 Rock (TV-serie) (1 avsnitt)
- 2010 – Lie to Me (TV-serie) (1 avsnitt)
- 2016–2017 – The Ranch (TV-serie) (4 avsnitt)
- 2022 – The Righteous Gemstones (TV-serie) (1 avsnitt)
- 2025 – Suits LA (TV-serie) (1 avsnitt)